# جعلان بني بو علي (جعلان بني بو علي)
جعلان بني بو علي، هي منطقة سكنية تقع في ولاية جعلان بني بو علي، التابعة لمحافظة جنوب الشرقية في سلطنة عمان. يقدر عدد سكانها بـ 30293 نسمة حسب إحصاء عام 2010 التابع للمركز الوطني للإحصاء والمعلومات الحكومي. رمز المنطقة هو 80400000. يحدها من الشمال ولاية صور ومن الجنوب محافظة الوسطى ومن الغرب تحدها ولايتا جعلان بني بوحسن وبدية وتبعد عن العاصمة مسقط بحوالي 300كم.

## أودية الولاية
وادي البطحاء ووادي اللبيدعة الذي تكثر به الكثبان الرملية والأشجار البرية ووادي سال ووادي جريف ووادي أبو فشيغة ووادي الرويضة وأيضا وادي الطلة ومن أخوارها خور عمر وخور عويجة في الأشخرة .

## الوصلات الخارجية
- المركز الوطني للإحصاء والمعلومات، سلطنة عمان